# Junior Barros
Junior de Barros (* 19. April 1993 in Carmo da Mata), auch einfach nur Junior Barros, ist ein brasilianischer Fußballspieler.

## Karriere
Junior Barros stand von 2012 bis 2015 beim brasilianischen Klub Atletico Paranaense in Curitiba unter Vertrag. In der Zeit wurde er an Cuiabá EC, EC XV de Novembro (Piracicaba) und ADRC Icasa ausgeliehen. Mit Icasa gewann er 2014 den Staatspokal von Ceará. Nach Vertragsende wechselte er 2016 zum Guarani FC, einem Verein, der in Campinas, im Bundesstaat São Paulo, beheimatet ist. Von Juli 2016 bis September 2016 wurde er an den Anápolis FC ausgeliehen. Nach Vertragsende im März 2017 war bis Juni 2017 vertrags- und vereinslos. Ende Juni 2017 wechselte er nach Japan. Hier unterschrieb er einen Vertrag bei Ventforet Kofu. Der Verein aus Kōfu spielte in der höchsten japanischen Liga, der J1 League. Ende 2017 musste er mit Kōfu den Weg in die zweite Liga antreten. Von Juli 2019 bis Januar 2020 wurde er an den Ligakonkurrenten FC Gifu ausgeliehen. Ende 2019 musste er mit dem Verein aus Gifu in die dritte Liga absteigen. Nach der Ausleihe kehrte er Anfang 2020 wieder zu Ventforet zurück.

## Erfolge
ADRC Icasa
- Staatspokal von Ceará: 2014